# 분할 구획 설계
분할 구획 설계(split-plot design)는 피험자간(between-subject) 설계와 피험자내(within-subject) 설계를 혼합한 실험설계방법이다. 완전무선설계와 무선구획설계의 조합이라고도 할 수 있다. 혼합 설계(mixed designs)라고도 한다.

## 같이 보기
- 완전무선설계
- 무선구획설계